# エクストリーム通勤
エクストリーム通勤（エクストリームつうきん、英: Extreme commuting）または、超長距離通勤とは、平均的な人間の1日の歩行時間を越える通勤時間を要する極端な通勤形態を指す言葉である。

## アメリカ合衆国
米国国勢調査局は「自宅から勤務先まで毎日片道90分（1時間30分）以上かかる仕事への旅」と定義している。同局によると、米国の成人労働者の約3％がいわゆるエクストリーム通勤を行っている。
ニューヨーク、ボルチモア・ワシントン、サンフランシスコベイエリア、ロサンゼルスの各大都市圏のエクストリーム通勤者の数は、全米平均をはるかに上回っている。
2006年、全米でカー用品店チェーンを展開するマイダス（英語版）の後援で「アメリカ最長の通勤賞」が開催された。優勝者はカリフォルニア州マリポーサの自宅からサンノゼにある勤務先との間で往復372マイル（約599キロメートル）を約7時間掛けて自家用車で通勤していた。

## イギリス
ランスタッドホールディングによる2,000人以上の英国人労働者を対象とした調査では、英国人労働者の9％が片道90分以上の通勤をしていることが明らかとなった。調査対象者の7.5％は通勤中にも働いており、18％の人はスマートフォンやタブレット端末により、通勤しながらの仕事が容易になったと考えている。
2013年のBBCの記事では、田舎暮らしをしながらロンドンでキャリアを追求するなどのライフスタイルの選択、雇用主の移転によるもの、仕事を解雇された後に就職の範囲を広げるなど、エクストリーム通勤の複数の理由が浮き彫りとなった。